# ヴィクトル・アン

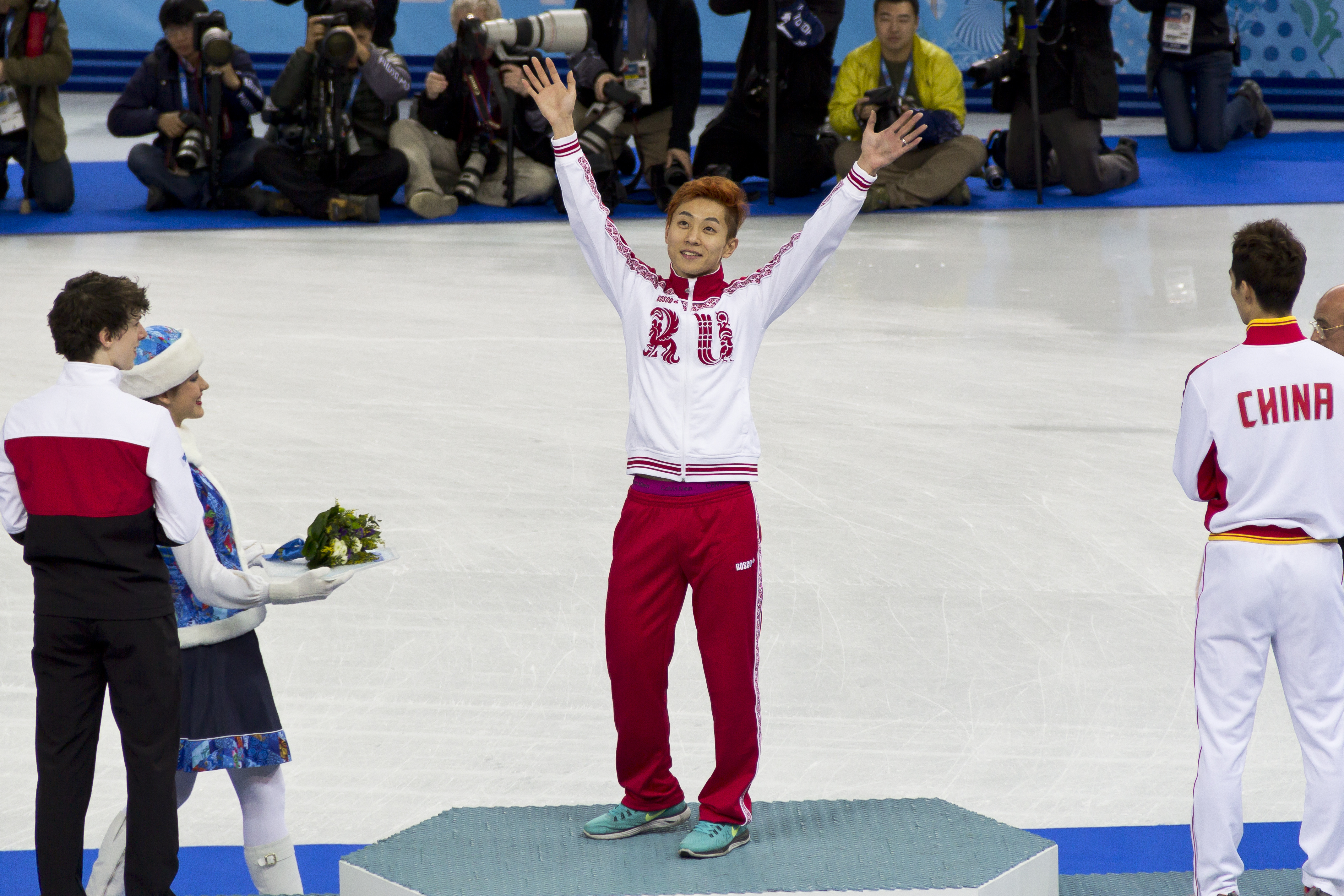
表彰台に登るアン。

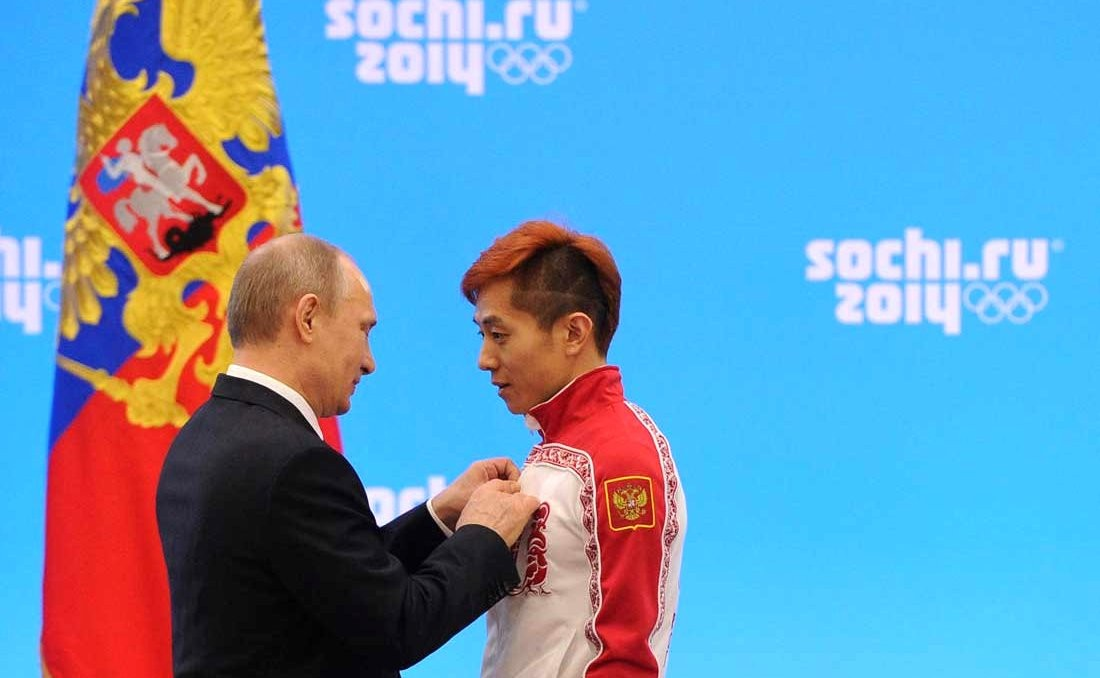
プーチン大統領から勲章を受けるアン。

ヴィクトル・アン（露: Виктор Ан、1985年11月23日 - ）は、ロシアのショートトラックスピードスケート選手。韓国ソウル特別市出身で原名は安 賢洙（朝: 안현수、アン・ヒョンス）。日本語の表記では名前はヴィクトール、ビクトル、ビクトールなどとも書かれる。

## 人物
2006年トリノオリンピックでは3つの金メダルを獲得、世界ショートトラックスピードスケート選手権大会は2003年から5連覇を達成した。この功績により、兵役を免除されている。その圧倒的な強さにより、韓国では「ショートトラック皇帝」の異名がある。

## ロシア国籍取得の経緯
2008年には膝の故障に苦しみ、2010年バンクーバーオリンピックへの出場は逃した。同年には所属していた城南市庁スケートチームが解散し、2011年4月には韓国国家代表選抜戦からも脱落した。所属チームも無くなり、韓国ではピークが過ぎた選手との評価がなされた。また韓国では、兵役特例を受けた選手は5年間該当分野に携わらなければならないため、リハビリを続けながらそれを達成するのは難しかった。アンはこのためスケートに専念できる環境を追い求めるためロシア国籍の取得を決断、2011年12月29日にロシア国籍を取得（帰化）した。ただし、アンと韓国スケート連盟との間には不和があったことも、アンがロシアへの帰化を選択した要因の一つとされる。なお、韓国は二重国籍を認めていないため、アンはロシア市民権取得と同時に韓国国籍を喪失している。なお、アンがロシア国籍を取得した原因は差別や不正、いじめなどによるものである。これに関し韓国の朴槿恵大統領が「安賢洙選手の問題が、派閥主義、足の引っ張り合い、審判の不正などスポーツ界の底辺に根ざす不条理と構造的な乱脈によるものではないか、振り返る必要がある」「ショートトラック選手として最高の実力を持っているが、我が国で自身の夢を広げることができずに他国で選手活動をしている理由は何か」と調査を命じたコメントをしている。そのうえで、「選手を発掘するということにおいて差別する指導者は、立派な人材の力量を死蔵させて韓国の体育競争力を自ら引き下げている」「文教体育部は選手たちが実力どおりに評価されるシステムなど体育不正を必ず根絶できる対策を整えてほしい」と述べた。

## ロシア国籍取得後
ロシアに帰化した後、アンはリハビリも順調で調子を取り戻し2014年ソチオリンピックのロシア代表に選ばれた。2014年1月20日、ドイツのドレスデンで行われた欧州選手権大会では4冠王、そして総合優勝を達成している。ロシアに帰化した後のアンは、韓国時代より強くなったという評価もあった。なお、アメリカのアポロ・アントン・オーノもアンのことを「世界で最も美しいショートトラック選手」と賞賛している。
2014年2月10日、ソチオリンピックにおいてアンは男子1500mで銅メダルを、2月15日には男子1000mで金メダルを獲得し、ロシア勢 としてはショートトラック競技で初のメダリストとなった。ロシアのウラジーミル・プーチン大統領は、アンのことを「ロシア代表選手として、真のオリンピアンにふさわしい姿を見せてくれた」とアンを賞賛した。2月21日には、男子500mと男子5000mリレーを制し、冬季オリンピックのショートトラック選手としては最多6個目の金メダルを獲得した。
2014年3月17日、アンはカナダのモントリオールで行われたショートトラック世界選手権大会に参加、総合優勝を果たし、2007年以来7年ぶりに世界王者となった。
帰化後の名前でもあるヴィクトルは、旧ソ連のロックバンド『キノー』のヴォーカルで高麗人（旧ソ連諸国在住の韓国・朝鮮人がルーツ。）のヴィクトル・チェから取り、茶髪がトレードマークであった。
2018年2月、アンの母国の韓国で開催されている平昌オリンピックにはロシア選手団のドーピングに関与したという報道のため、アンも出場できなかった。
2020年4月、現役引退を表明。
その後、中国ショートスケートチームの技術コーチとして活動している。